# Ronda (Cebu)
Ronda (Bayan ng Ronda) är en kommun i Filippinerna. Kommunen tillhör provinsen Cebu och ligger på ön med samma namn. Folkmängden uppgår till 16 808 invånare.
Ronda är indelat i 14 barangayer.

## Bildgalleri

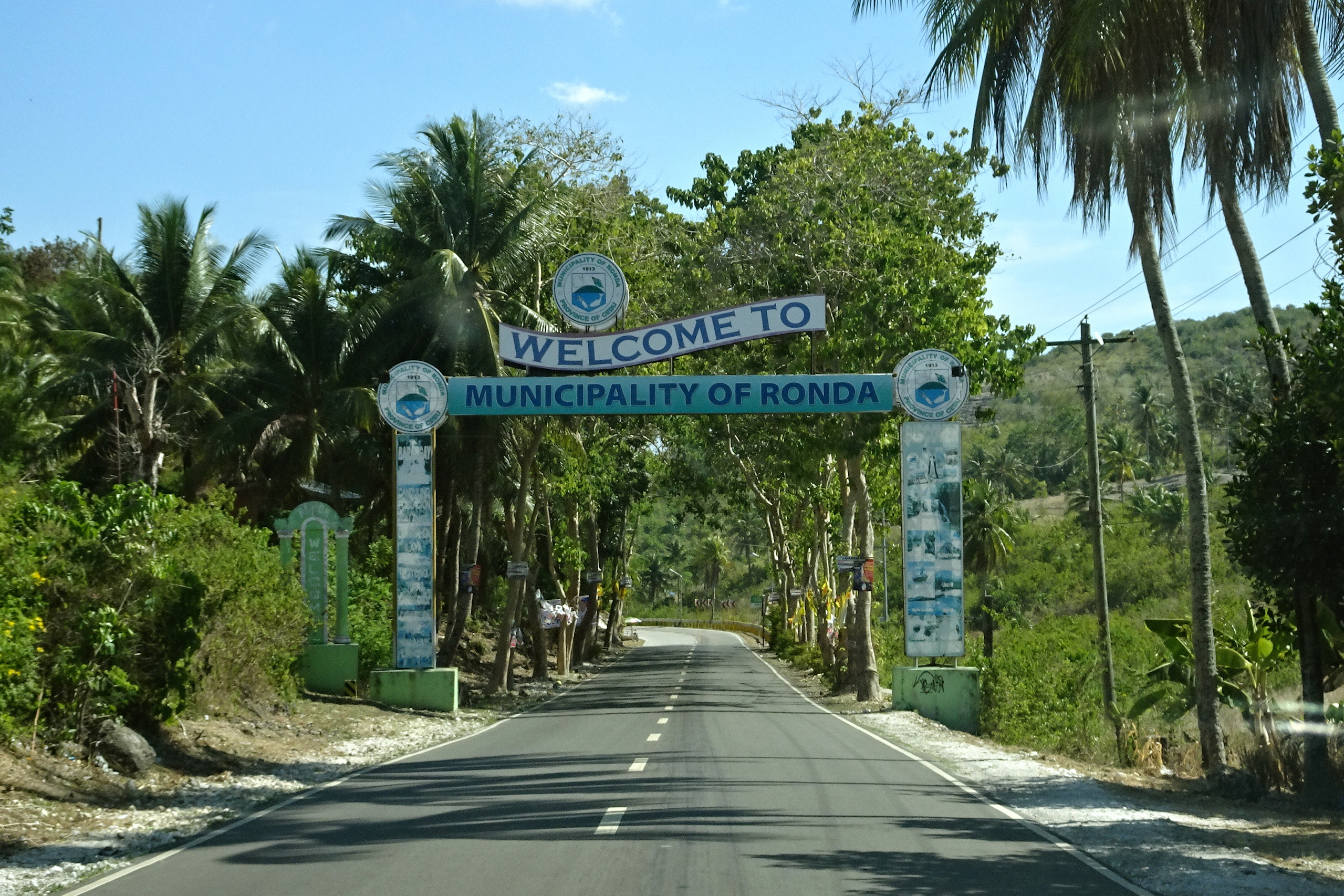
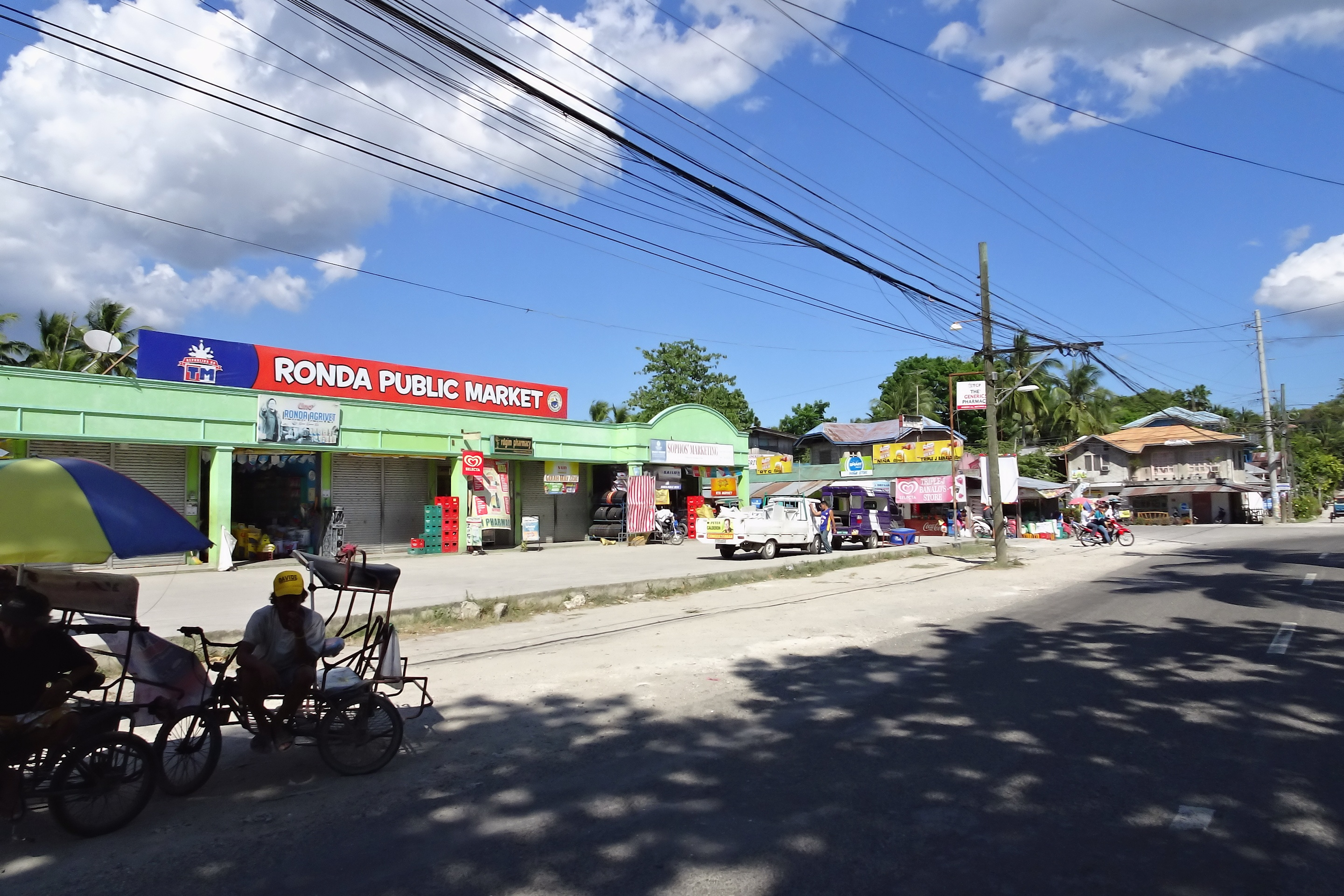